# Mitsubishi T-2
Mitsubishi T-2 este primul avion militar supersonic proiectat de compania japoneză, Mitsubishi. T-2 a avut ca scop înlocuirea aparatelor lockheed T-33 Shooting Star si American F-89 Saber ca avioane de antrenament avansat pentru Forța Japoneză Aeriană de Apărare. În prezent, T-2 serveste numai ca platformă experimentală. Până în 1996 aparatul a fost și în dotarea faimoasei echipe de acrobați aerieni Blue Impuls.